# Paloma Herrera
Paloma Herrera (Buenos Aires, 21 de diciembre de 1975) es una bailarina de ballet argentina. Fue directora del Teatro Colón. Herrera también ha desarrollado su faceta como empresaria con la creación de fragancias para mujeres.

## Biografía
Nació en Buenos Aires, Argentina, y estudió en el Instituto Superior de Arte del Teatro Colón de donde salió con las más altas calificaciones. Comenzó sus estudios a los 7 años con Olga Ferri, continuando luego en la Escuela de Ballet de Minsk ,en la actual Bielorrusia. 
Al regresar a Buenos Aires, fue elegida para bailar Don Quijote en el Teatro Colón.
Recibió el diploma de finalista en el XIV Concurso Internacional de Varna, Bulgaria a los 14 años y Natalia Makarova, miembro del Jurado de ese concurso, la invitó a tomar clases con ella en el English National Ballet en Londres. 
A pedido del maestro Héctor Zaraspe, profesor de la Juilliard de Nueva York, Paloma Herrera realiza una audición en la School of American Ballet y consigue ingresar en el curso más avanzado. 
Recibió la Beca de la Fundación Antorchas para “Artistas Consagrados” para seguir estudios de perfeccionamiento en la misma escuela. Causó tal impresión, que fue elegida para el rol principal en Raymonda Variation de George Balanchine en el workshop anual de la Escuela. Causando gran impacto tanto en la crítica como en el público, le proponen tomar una clase con los bailarines de la compañía del American Ballet Theatre; ella acepta solo por el simple hecho de tener de cerca a los integrantes de la compañía sin idea de que luego de la clase le comunican que es contratada en 1991, a los 15 años, para formar parte del cuerpo de baile del American Ballet Theatre; sin preguntar a sus padres, acepta quedarse en los Estados Unidos para comenzar a cumplir su sueño.[cita requerida]

### Trayectoria internacional
A los 18 años de edad obtiene su Green card para los Estados Unidos, siendo la primera vez que un argentino recibe su visa de Profesional de la Danza con la denominación “Extranjero de extraordinario talento”.[cita requerida]
Fue promovida a primera bailarina (solista) del American Ballet Theatre en 1995 a los 19 años siendo la más joven en lograrlo en toda la historia de esa compañía. Ahora es la imagen publicitaria, en todo el mundo, de la firma de relojes de pulsera Movado, el patrocinador más importante de su compañía de ballet. Entre los coreógrafos que han creado ballets para ella están: Twyla Tharp, James Kudelka, Nacho Duato y Jiri Kylian, entre otros. 
Desde 2003, es miembro del Artist Committee (Jurado) para el Premio a la Trayectoria Artística más importante de Estados Unidos, el Kennedy Center Honorees, que se entrega en la National Celebration of the Performing Arts, que es entregado por el presidente en la Casa Blanca, desde 1978. 
Herrera participa en los videos del American Theatre Ballet. Fue contratada por la Balanchine Trust Foundation para la película Theme and Variations con Alicia Alonso y es protagonista de los dos últimos ballets - Don Quijote y Coppélia - filmados para la Public Library del Lincoln Center en Nueva York. La BBC realizó un documental sobre su carrera. Además de ser una bailarina sumamente respetada, es una común presencia en la escena social de Nueva York.

### Presentaciones en Argentina
Además de las grandes producciones de ballets completos en el Teatro Colón junto al Ballet Estable de ese Teatro, también ha presentado “El American Ballet Theatre con Paloma Herrera” y ha invitado a los primeros bailarines, solistas y cuerpo de baile del New York City Ballet que se presentaron por primera y única vez en Argentina, con el espectáculo “Paloma Herrera con las estrellas del Ballet Americano”.
Especialmente invitada, junto al primer bailarín del ABT Ángel Corella, bailan en la entrega de premios de The Nacional Celebration of the Performing Arts en el Kennedy Center en diciembre de 2001.

### Dirección del Ballet Estable del Teatro Colón
El 8 de agosto de 2017 fue nombrada directora del Ballet Estable del Teatro Colón, cargo en el que reemplazó a Maximiliano Guerra quien fue apartado del cargo tras un enfrentamiento público con el cuerpo de baile que le tocaba dirigir a raíz de una serie de reclamos laborales por parte de estos últimos. La asunción se dio en una ceremonia en el propio Teatro dirigida por el jefe de gobierno de la Ciudad, Horacio Rodríguez Larreta.
Herrera también recibió críticas y denuncias por parte de los bailarines. En diciembre de 2018 los integrantes de la compañía publicaron un escrito en la red social Facebook en la que denunciaron a la directora por no haber resuelto ninguna de las demandas preexistentes. En la publicación los integrantes del Ballet denunciaron que fueron rotulados de "mediocres" y de "no ser artistas" por la directora al plantear estas demandas.
A principios de 2022, Herrera renunció a la dirección del teatro después de considerar que no estaban dadas las condiciones materiales para solucionar los conflictos laborales en el plantel.

## Galardones
- Elegida entre los 10 bailarines del siglo por la revista Cheer & Dance Magazine (1999).
- Líder del milenio por la revista Time y el canal de televisión CNN.
- Premio Gino Tani, de Italia, por unanimidad.
- Premio Konex de Platino (1999) a la Mejor Bailarina de la última década
- Premio María Ruanova (2000).
- Nominada al Premio Benois de la danza en Moscú.
- Nominada al Premio Nijinski del Mónaco Dance Forum, siendo la única bailarina americana seleccionada.
- Personalidad Destacada de la Ciudad de Buenos Aires en el Teatro Colón (octubre de 2001).
- El Premio The Immigrant Achievement, en Nueva York (2001), por su contribución como miembro de la población inmigrante.
- Una de los 30 artistas (el único en Danza) que transformarán las artes en los próximos 30 años por el The New York Times, que le dedicó la tapa de su revista.

## Repertorio

### Ballet clásico
- La bayadera
- La bella durmiente de Chaikovski.
- El cascanueces de Chaikovski.
- La Cenicienta
- El corsario
- La doncella de las nieves
- Giselle de Adolphe Adam.
- El lago de los cisnes de Chaikovski.
- Don Quijote
- Romeo y Julieta
- Silvya o la ninfa de Diana de Léo Delibes.
- Raymonda
- Coppélia
- La viuda alegre, adaptación de la opereta homónima de Franz Lehár
- Las sílfides de Chopin.

### Ballet contemporáneo
- Apolo
- El hijo pródigo
- Stepping Stones
- Americans We
- Fancy Free
- Without Words